# Al Foster
Al Foster (Richmond, 1943. január 18. – New York, 2025. május 28.) amerikai dzsesszdobos.

## Pályafutása
Aloysius Tyrone Foster Foster Richmondban, Virginia államban született, és New Yorkban nőtt fel. Tizenháromévesen kezdett dobolni. Húszévesen debütált a Blue Mitchell, „The Thing to Do” című lemezén. Foster professzionális karrierje a 60-as évek közepén kezdődött, amikor hard bop- és swingzenészekkel, köztük Blue Mitchell-lel és Illinois Jacquet-tel játszott.
Foster a 70-es években Miles Davisszel fúziós dzsesszt játszott. Foster azon kevesek egyike volt, akik 1975. és 1980. között együtt zenélhettel Davisszel. McCoy Tyner, Horace Silver és más zenekarvezetők is köztük voltak. Foster például dobolt Miles Davis 1981-es albumán, a „The Man with the Horn”-on.
Miután a 80-as évek közepén elhagyta Davis zenekarát, Foster Herbie Hancock-kal, Sonny Rollins-szal, Joe Hendersonnal és sok más zenekarvezetővel turnézott és lemezfelvételeket készített − elsősorban akusztikus beállításokban. Foster több szólóalbumot is kiadott saját neve alatt, kezdve az 1978-as „Mixed Roots”-szal.
Az 1970-es években Foster komponálni kezdett, és turnézott saját zenekarával, köztük olyan zenészekkel, mint például Doug Weiss basszusgitáros, Dayna Stephens szaxofonos és Adam Birnbaum zongorista.

## Albumok
Miles Davis
- On the Corner (1972)
- In Concert: Live at Philharmonic Hall (1973)
- Big Fun (1974)
- Get Up with It (1974)
- Dark Magus (1974)
- Agharta (1975)
- Pangaea (1976)
- The Man with the Horn (1981)
- We Want Miles (1981)
- Star People (1983)
- Decoy (1984)
- You're Under Arrest (1985)
- Amandla (1989)

## Fordítás
Ez a szócikk részben vagy egészben  az   Al Foster című angol Wikipédia-szócikk ezen változatának fordításán alapul.  Az eredeti cikk szerkesztőit annak laptörténete sorolja fel. Ez a jelzés csupán a megfogalmazás eredetét és a szerzői jogokat jelzi, nem szolgál a cikkben szereplő információk forrásmegjelöléseként.